# سيرجيو فيكتور بالما
سيرجيو فيكتور بالما (بالإسبانية: Sergio Víctor Palma)‏ (1956 بمحافظة تشاكو في الأرجنتين - 28 يونيو 2021) هو ملاكم أرجنتيني، صنّف ضمن فئة وزن البانتام السوبر ‏.

## إحصائيات
خاض خلال مسيرته 62 نزالا، فاز في 52 وتعادل في 5 وخسر في 5. فاز بالضربة القاضية في 20 نزالا.

## روابط خارجية
- سيرجيو فيكتور بالما على موقع بوكس ريك (الإنجليزية) (registration required)